# クラヤ
クラヤ（Kraja）は、スウェーデンの女性ア・カペラ・グループ、民俗音楽グループ。

## 来歴
- 2002年、スウェーデンの北部の街ウメオで結成。地元ウメオで開催された伝統音楽祭（スウェーデン語版）に出演。
- 2005年、アルバム『Vackert Väder』でデビュー。
- 2013年、日本の音楽情報誌『ミュージック・マガジン』や『ラティーナ』のレヴューで紹介された。
- 2014年、メンバーのリサ・レスタンデルがアルバム『北からの歌 (Sånger Från Norr)』でソロ・デビュー。
- 2015年、NHK BSプレミアムの番組『世界で一番美しい瞬間 (とき)』の「妖精の森が輝くとき スウェーデン北部地方」に出演[1]。来日公演を行う[2][3]。
- 2017年、来日公演を行う[4][5][6]。

## メンバー
- リサ・レスタンデル (Eva Lestander、1986年生まれ)
- エヴァ・レスタンデル (Lisa Lestander、1983年生まれ)
- フリーダ・ヨハンソン (Frida Johansson、1986年生まれ)
- リンネア・ニルソン (Linnea Nilsson)

メンバー4人は幼馴染みで、リサとエヴァは実の姉妹である。

## ディスコグラフィ

### スタジオ・アルバム
- Vackert väder (2005年、Drone)
- 『天国にて』 - Under himmelens fäste (2008年、Drone)
- 『ブルサンド・ハヴ』 - Brusand hav (2011年、Westpark)
- 『離れていても』 - Hur långt som helst (2015年、Westpark)
- 『北欧の冬、そしてクリスマスを歌う』 - Isen sjunger (2016年、Westpark) ※旧邦題『シンギング・アイス』

### 参加アルバム
- Skaren: Norrland III (2008年、ACT) ※Jonas Knutsson + Johan Norberg introducing Kraja名義